# Frei.Wild
A Frei.Wild egy német anyanyelvű rockzenekar az Olaszországhoz tartozó dél-tiroli Brixenből. A név az „üldözhető/vadászható vad”-ra utal (németül: Freiwild; angolul Fair game), ugyanakkor a „szabad” (frei) és a „vad” (wild) jelzők összeillesztéséből származik.

## A zenekar története
A zenekart Philipp Burger (ének, gitár) és Jonas Notdurfter (gitár) alapította 2001 szeptemberében. Nem sokkal később csatlakozott hozzájuk Christian Fohrer (dobok) és Jochen Gargitter (basszusgitár). A zenekar tagjai mindannyian a Böhse Onkelz és más német nyelvű rockzenekarok, mint a Rammstein, a Subway to Sally és az In Extremo zenéjéért rajongtak.

„A Frei („szabad”) és a Wild („vad”) jelzőket szupernek és az Onkelz-hangzáshoz is megfelelőnek találtuk. E két szó a tipikus kamasz beállítottságot fejezi ki. Együtt pedig éppen "vadászható/üldözhető vad"-at jelent. Német nevet kellett választani, mivel a Frei.Wildnek kizárólag német szövegei vannak és mindig is azok lesznek!”

– Philipp Burger

2002-ben jelent meg a zenekar első albuma Eines Tages címmel. Ezt követte egy évvel később a belga Razorwire Records által kiadott Wo die Sonne wieder lacht című album. A Mensch oder Gott című album megjelenését 2004 elejére ígérték, de a kiadóval keletkezett problémák miatt végül csak 2004. július 30-án jelent meg. Michael Clemenz 2005. április 17-én alapította meg Frei.Wild Supporters Club-ot, röviden az FWSC-t. 2006-ban Michael Clemenz a rajongói klub mellett átvette a zenekar menedzselését is.
2006-ban a Frei.Wild az Asphalt Records-hoz szerződött, mely újra kiadta bemutatkozó lemezüket. Még ugyanebben az évben megjelent a Mitten ins Herz, a negyedik stúdióalbum. 2007-ben jelent meg a Von Nah und Fern című koncert DVD, 2008-ban pedig a Gegen alles, gegen nichts című stúdióalbum, mely 2000 példányban látott napvilágot és már az első napon valamennyit megvásárolták. 2009. október 23-án 3 CD-verzióban jelent meg következő stúdióalbumuk a Hart am Wind. A Das Land der Vollidioten című kislemezhez egy videóklip is megjelent. Az október 1-jén megjelent Allein nach vorne című kislemezhez tartozó Nicht dein Tag-hoz szintén készült videóklip.
A 2010. október 15-én kiadott Gegengift című album Németországban az eladási listák 2. helyére került. E siker eredményeként jelölték a zenekart "(Nemzetközi) rock/alternatív zenekar" kategóriában az Echo német zenei díjra. 2011. május 20-án jelent meg Gegengift 10 éves jubileumi kiadása, mely az eredeti album dalain kívül tartalmazott több bónusz számot és a korábban csak a F.E.K.9 - Die Deutschrock Monster CD-n megjelent Schlauer der Rest című dalt. Ez az album a slágerlistán a 4. helyig jutott.
A zenekar nyolcadik stúdióalbuma 2012. október 5-én jelent meg Feinde deiner Feinde címmel, amely – hasonlóan előző lemezükhöz – elérte a 2. helyezést a németországi albumeladások között és mivel több mint 100.000 példányban kelt el, aranylemez lett.
2013. április 19-én újra megjelent a Feinde deiner Feinde mint Gold Edition, és 2013 május elején mint az első Frei.Wild album a német listák élére került. A statisztikákban mindkét kiadott verzió eladási számai együtt számítanak, összeadódnak. A lemez eladott példányszáma alapján a zenekart jelölték az ECHO-díjra a német alternatív/rock kategóriában, de a szintén jelölt Kraftklub és MIA zenekarok jelezték, hogy nem kívánnak a Frei.Wilddel egy listán szerepelni és visszalépnek a jelöléstől, míg a Die Ärzte tiltakozást nyújtott be a zsűrihez. Ezek hatására a Frei.Wildet törölték a jelöltek névsorából. A Gegen alles, gegen nichts album 2013. augusztus 30-án szintén újra megjelent és elérte a 4. helyet a német listákon.
A zenekar első akusztikus albuma 2013. november 22-én jelent meg Still címmel, melyről 2013. november 8-án jelent meg a Verdammte Welt című kislemez. A lemezen az új dalok (pl. Für immer Anker und Flügel, Lügen und nette Märchen, Zeig große Eier und ihnen den Arsch) mellett régi dalok új feldolgozása is hallható (pl. Allein nach vorne, Irgendwer steht Dir zur Seite, Das Land der Vollidioten).
2014 februárjában a Still kereskedelmi sikerei révén a zenekart újra jelölték az ECHO-díjra. A német hanglemezkiadók (Deutsche Phono-Akademie) etikai bizottsága megvizsgálta a Frei.Wilddel szemben megfogalmazott nyilvános kritikákat – melyek az előző években is megfogalmazódtak és alapvetően jobboldali eszmék hirdetésével vádolták a zenekart –, majd jóváhagyta a zenekar jelölését.
2014. március 28-án két koncert- és videóalbumot is megjelentett a zenekar. Az Auf stiller Fahrt a 2013 őszén és telén tartott Still akusztikus koncertturnéról tartalmaz felvételeket, többek között Berlinből, Oberhausenből, Kölnből, Hannoverből, Münchenből és Bécsből. A Live in Frankfurt: Unfassbar, unvergleichbar, unvergesslich a frankfurti Festhalléban szintén 2013-ban, két egymást követő napon tartott koncertek felvételét tartalmazza.
A zenekar tizedik stúdióalbuma Opposition címmel jelent meg 2015. április 3-án. Az album megjelenése előtt Wir brechen eure Seelen címmel jelent meg az első kislemez 2014. december 12-én. A második kislemez 2015. január 23-án jelent meg Unvergessen, unvergänglich, lebenslänglich címmel, míg a harmadik márciusban jelent meg Wie ein schützender Engel címmel. Az album és a kislemezek címadó dalain kívül a Die Band, die Wahrheit bringt, a Hab keine Angst és a Lass dich gehen című dalról készült videóklip. A dupla lemezes album több formátumban is megjelent, úgy mint deluxe kiadás, díszdobozos (box set) kiadás – többek között DVD-vel és egy hangoskönyvvel kiegészítve –, és egy egylemezes „több pénz sörre”-kiadás (Mehr Geld für Bier (MGfB)-Edition).
2015. december 4-én a korábban megjelent Opposition album újabb speciális kiadása, az Xtreme-Edition jelent meg díszdobozban – 3 CD-vel és 2 DVD-vel. Az ehhez a kiadáshoz készült 3 új dal közül a Fühlen mit dem Herzen, sehen mit den Augen címűhöz készült videóklip.
2015. decemberében a zenekar 2 telt házas koncertet adott a berlini Mercedes-Benz Arenában és a kölni Lanxess Arenában. Az év első felében Németországban, Dél-Tirolban és Svájcban adtak koncerteket, melyet a következő évben, 2016 március-áprilisban számos további városban folytattak.
2016 áprilisában a Frei.Wild az Opposition albumért a német alternatív/rock kategóriában elnyerte első ECHO-díját. Az eladott lemezek után járó díjra a zenekar ugyanebben a kategóriában negyedik alkalommal szerepelt (2011, 2013, 2014, 2016), de 2013-ban visszavonták jelöltségüket, míg a zenei DVD kategóriában egy alkalommal jelölték őket (2015).
2016-ban ünnepelte a zenekar fennállásának 15. évfordulóját, melynek alkalmából 15 Jahre (Der Song, das Video, das Jubiläum) címmel készítettek egy dalt és hozzá egy videóklipet. Az évforduló fő eseménye 2016. július 30-án volt Berlinben, ahol a Wuhlheide adott otthont egy nagyszabású koncertnek. A koncert anyaga és a jubileumi év története a 15 Jahre mit Liebe, Stolz und Leidenschaft című kiadvány formájában vált elérhetővé – DVD-n és Blu-ray-en – 2016. december 23-án.

„15 év hosszú idő, de 15 év még nem az örökkévalóság, hanem csak valaminek a kezdete, valaminek, ami már most büszke tintával íródott hozzá egy csodálatos történethez. Fejezetről fejezetre sorakoznak egymás után és ez az esemény is történetünk részévé válik és egyesül a 15 Jahre Deutschrock und Skandale lobogója alatt. Nagy lesz, kegyetlenül hangos, érzelemdús és mindenekelőtt: méltó egy ilyen évfordulóhoz!!!”

– Frei.Wild

A koncert idejére a zenekar egy régi álmát is valóra váltotta és elkészítette első tisztán ska albumát 15 Jahre Deutschrock & SKAndale címmel, 10 új dallal, mely 2016. július 29-én jelent meg és melynek lemezét a be- és kijáratnál ingyen osztogatták.
A zenekar a jubileumi év lezárására három koncertet adott decemberben – Mannheimben, Hannoverben és Chemnitzben – 15 Jahre, das grosse Finale címmel.
2017 szeptemberében jelentette be a zenekar következő albumuk 2018. március 16-i megjelenését Rivalen und Rebellen címmel. A duplaalbum megjelenése előtt négy kislemez is megjelent Rivalen und Rebellen, Antiwillkommen, Herz schlägt Herz, illetve Und ich war wieder da címmel, három-három dallal.
A zenekar tizenharmadik stúdióalbuma egyben első feldolgozás albumuk Unsere Lieblingslieder címmel. A 2019. június 21-én megjelent lemezen kilenc feldolgozás hallható, olyan zenekaroktól, mint a Die Ärzte, a Die Toten Hosen és a Feine Sahne Fischfilet, akik korábban bírálták a zenekart.

## Stílus
A Frei.Wild stílusa a német rockhoz (Deutschrock) tartozik. Eddig megjelent albumaikon a rockosabb darabok mellett lírai balladák is megtalálhatók.

### Zene
A Frei.Wild indulásakor olyan zenekarok feldolgozásait játszotta, mint a Böhse Onkelz, a Toten Hosen, a Dimple Minds és a WIZO, valamint néhány másik zenekar dalait. Zeneileg is ezeknek a zenekaroknak a stílusához kötődnek. Saját dalaik többségét Philipp Burger írta.

### Szövegek
A Frei.Wild szövegei leggyakrabban az élet és a mindennapok tapasztalataiból származnak. Témáik között megtalálható a barátság, a pénz, az alkohol, a szabadság, a kudarcok és vereségek elszenvedése, a hazaszeretet. A zenekar erősen kötődik Dél-Tirolhoz. Nagy hangsúlyt fektetnek annak hangsúlyozására, hogy ne tekintsenek úgy rájuk, mint politikai beállítottságú zenekarra. Ezen kívül a Frei.Wild egyértelműen elhatárolja magát a jobb- és baloldali szélsőségességtől. Hozzáállásuk nyilvánvaló módon számos dalszövegükben is tettenérhető.

## Diszkográfia

### Stúdióalbumok
- 2002: Eines Tages (Razorwire Records; 2006: Asphalt Records; 2009: Rookies & Kings)
- 2003: Wo die Sonne wieder lacht (Razorwire Records; 2010: Rookies & Kings)
- 2004: Mensch oder Gott (Razorwire Records; 2010: Rookies & Kings)
- 2006: Mitten ins Herz (Asphalt Records, limitált kiadás bónusz DVD-vel; 2009: Rookies & Kings - a DVD nélkül)
- 2008: Gegen alles, gegen nichts (Asphalt Records; 2009: Rookies & Kings)
- 2009: Hart am Wind (Rookies & Kings)
- 2010: Gegengift (Rookies & Kings)
- 2012: Feinde deiner Feinde (Rookies & Kings)
- 2013: Still (Rookies & Kings)
- 2015: Opposition (Rookies & Kings)
- 2016: 15 Jahre Deutschrock & SKAndale (Rookies & Kings)
- 2018: Rivalen und Rebellen (Rookies & Kings)
- 2019: Unsere Lieblingslieder (Rookies & Kings)
- 2019: Still II (Rookies & Kings)
- 2020: Corona Quarantäne Tape (Rookies & Kings)
- 2020: Corona Tape II (Rookies & Kings)

### Koncertalbumok
- 2007: Von Nah und Fern (Koncert DVD, New Music Distribution)
- 2011: Durch Straßen, durch Dreck, ins Händemeer (1 koncert CD + 2 DVD; Rookies & Kings)
- 2012: Die Welt brennt - Live in Stuttgart (Koncert DVD; 2 DVD; Rookies & Kings)
- 2014: Auf stiller Fahrt - Die Konzertreise (2 CD + 2 DVD; Rookies & Kings)
- 2014: Live in Frankfurt: Unfassbar, unvergleichbar, unvergesslich (2 CD + 2 DVD; Rookies & Kings)
- 2015: Opposition Xtreme (3 CD + 2 DVD; Rookies & Kings)
- 2016: 15 Jahre mit Liebe, Stolz & Leidenschaft (3/4 DVD; Rookies & Kings)
- 2018: Rivalen und Rebellen – Live + More (2 CD + 1 DVD; Rookies & Kings)

### Kislemezek
- 2009: Das Land der Vollidioten (Az Internetről letölthető kislemez; Rookies & Kings)
- 2010: Sieger stehen da auf, wo Verlierer liegen bleiben (Letölthető kislemez; Rookies & Kings)
- 2010: Dieses Jahr holen wir uns den Pokal (Rookies & Kings)
- 2010: Allein nach vorne (Rookies & Kings)
- 2011: Was wir machen (Rookies & Kings; a Serum 114-gyel)
- 2011: Weil du mich nur verarscht hast (Rookies & Kings)
- 2011: Engel der Verdammten (Ingyen letölthető dal)
- 2012: Feinde deiner Feinde (Rookies & Kings)
- 2012: Hand aufs Herz (Ingyen letölthető dal)
- 2013: Ich folge nur mir selbst (Ingyen letölthető dal)
- 2013: Was du liebst lass frei (Ingyen letölthető dal)
- 2013: Verdammte Welt (Rookies & Kings)
- 2013: Stille Nacht (Letölthető kislemez; Rookies & Kings)
- 2014: Scheissegal - La vida loca (Ingyen letölthető dal)
- 2014: Wir brechen eure Seelen (Rookies & Kings)
- 2014: Eine Freundschaft, eine Liebe, eine Familie (Ingyen letölthető dal)
- 2015: Unvergessen, unvergänglich, lebenslänglich (Rookies & Kings)
- 2015: Wie ein schützender Engel (Rookies & Kings)
- 2016: Unrecht bleibt Unrecht (Ingyen letölthető dal)
- 2016: 15 Jahre (Rookies & Kings)
- 2017: Rivalen & Rebellen (Rookies & Kings)
- 2017: Antiwillkommen (Rookies & Kings)
- 2017: Herz schlägt Herz (Rookies & Kings)
- 2018: Und ich war wieder da (Rookies & Kings)

### Videóklipek
- 2003: Südtirol
- 2006: Der Aufrechte Weg
- 2006: Schwarz und Weiß
- 2008: Halt Deine Schnauze
- 2009: Das Land der Vollidioten
- 2010: Dieses Jahr holen wir uns den Pokal
- 2010: Rückgrat und Moral
- 2010: Allein nach vorne
- 2010: Nicht dein Tag
- 2011: Wahre Werte
- 2011: Was wir machen (a Serum 114-gyel)
- 2011: Weil Du mich nur verarscht hast
- 2011: Wir sagen Danke für all die ganzen Jahre
- 2012: Feinde deiner Feinde
- 2012: Mach dich auf
- 2012: Unendliches Leben
- 2013: Sie hot dir a poor in Orsch gschtoaßen
- 2013: She Kicked You Out Of Her Life
- 2013: Coup de pied au cul
- 2013: Schlagzeile groß - Hirn zu klein
- 2013: Wer weniger schläft, ist länger wach
- 2013: Verdammte Welt
- 2013: Lügen und nette Märchen
- 2013: Stille Nacht
- 2014: Zeig große Eier und ihnen den Arsch
- 2014: Wir brechen eure Seelen
- 2015: Unvergessen, unvergänglich, lebenslänglich
- 2015: Die Band, die Wahrheit bringt
- 2015: Hab keine Angst
- 2015: Wie ein schützender Engel
- 2015: LUAA Rock’n Opposition
- 2015: Lass dich gehen
- 2015: Fühlen mit dem Herzen, sehen mit den Augen
- 2016: Unrecht bleibt Unrecht
- 2016: 15 Jahre
- 2016: Allein, ohne Dich, bei Dir
- 2016: Zusammen und vereint
- 2016: Yeah, Yeah, Yeah (darf ich bitten Lady?)
- 2017: Macht euch endlich alle platt
- 2017: Rivalen & Rebellen
- 2017: Antiwillkommen
- 2017: Herz schlägt Herz
- 2018: Und ich war wieder da
- 2018: Wir bringen alle um
- 2018: Fick dich und verpiss dich
- 2018: Verbotene Liebe, verbotener Kuss (Berlin Edit / Israel Edit)
- 2018: Der Teufel trägt Geweih
- 2018: Wir sind Gegenliebe
- 2019: Geartete Künste hatten wir schon
- 2019: Du hast uns dein Herz geschenkt
- 2019: Sommerland
- 2019: Blinde Völker wie Armeen
- 2019: Keine Lüge reicht je bis zur Wahrheit
- 2020: Wo nur die Besten thronen
- 2020: It's a good day for a good day
- 2020: Corona Weltuntergang
- 2020: Schrei auf, schrei laut
- 2020: Corona Weltuntergang v2

### DVD-k
- 2007: Von Nah und Fern (Koncert DVD, New Music Distribution)
- 2011: Gegengift (10 Jahre Jubiläumsedition) - Frei.Wild Doku (10 éves jubileumi kiadás; Rookies & Kings)
- 2011: Durch Straßen, durch Dreck, ins Händemeer (1 koncert CD + 2 DVD; Rookies & Kings)
- 2012: Die Welt brennt - Live in Stuttgart (Koncert DVD; 2 DVD; Rookies & Kings)
- 2012: Feinde deiner Feinde Gold Edition (2 CD + 2 DVD; Rookies & Kings)
- 2014: Auf stiller Fahrt - Die Konzertreise (2 CD + 2 DVD; Rookies & Kings)
- 2014: Live in Frankfurt: Unfassbar, unvergleichbar, unvergesslich (2 CD + 2 DVD; Rookies & Kings)
- 2015: Opposition Xtreme (3 CD + 2 DVD; Rookies & Kings)
- 2016: 15 Jahre mit Liebe, Stolz & Leidenschaft (3/4 DVD; Rookies & Kings)

## Fordítás
- Ez a szócikk részben vagy egészben  a   Frei.Wild című német Wikipédia-szócikk ezen változatának fordításán alapul.  Az eredeti cikk szerkesztőit annak laptörténete sorolja fel. Ez a jelzés csupán a megfogalmazás eredetét és a szerzői jogokat jelzi, nem szolgál a cikkben szereplő információk forrásmegjelöléseként.

## Külső hivatkozások
- A zenekar hivatalos honlapja (németül)
- A zenekar hivatalos YouTube csatornája
- A zenekar hivatalos facebook oldala (németül)
- Thomas Kuban: "Ich dulde keine Kritik an diesem heiligen Land", Süddeutsche.de, 2012. február 22. (németül)